# Pedro Palacio
Pédro Antonio Palacio Cruz (ur. 14 czerwca 1978 roku w Barranquilla, w północnej Kolumbii) – kolumbijski aktor telewizyjny i model.

## Filmografia
- 2003: La costeña y el Cachaco jako Kike
- 2004: Al ritmo de tu corazón jako Oswaldo Dias
- 2005-2006: Juegos prohibidos jako Carlos Francisco 'El Pechi' Moron Baute
- 2007-2008: La marca del deseo jako Gabriel Santamarina
- 2008: Sin Senos no hay Paraiso (Sin senos no hay paraíso) jako Johan Contreras
- od 2008: Vecinos jako Fercho
- 2010: Chepe Fortuna jako Aníbal Conrado
- 2010: Los caballeros las prefieren brutas jako Carlos Matta
- 2011: Flor Salvaje jako Piruetas
- 2011: 19-2 jako Jeunes / DOGS
- 2012: ¿Dónde carajos está Umaña? jako Tiburcio
- 2012: Casa de reinas jako Anibal Conrado
- 2013: Mentiras Perfectas
- 2014: La Suegra